# Kartusch (egyptologi)

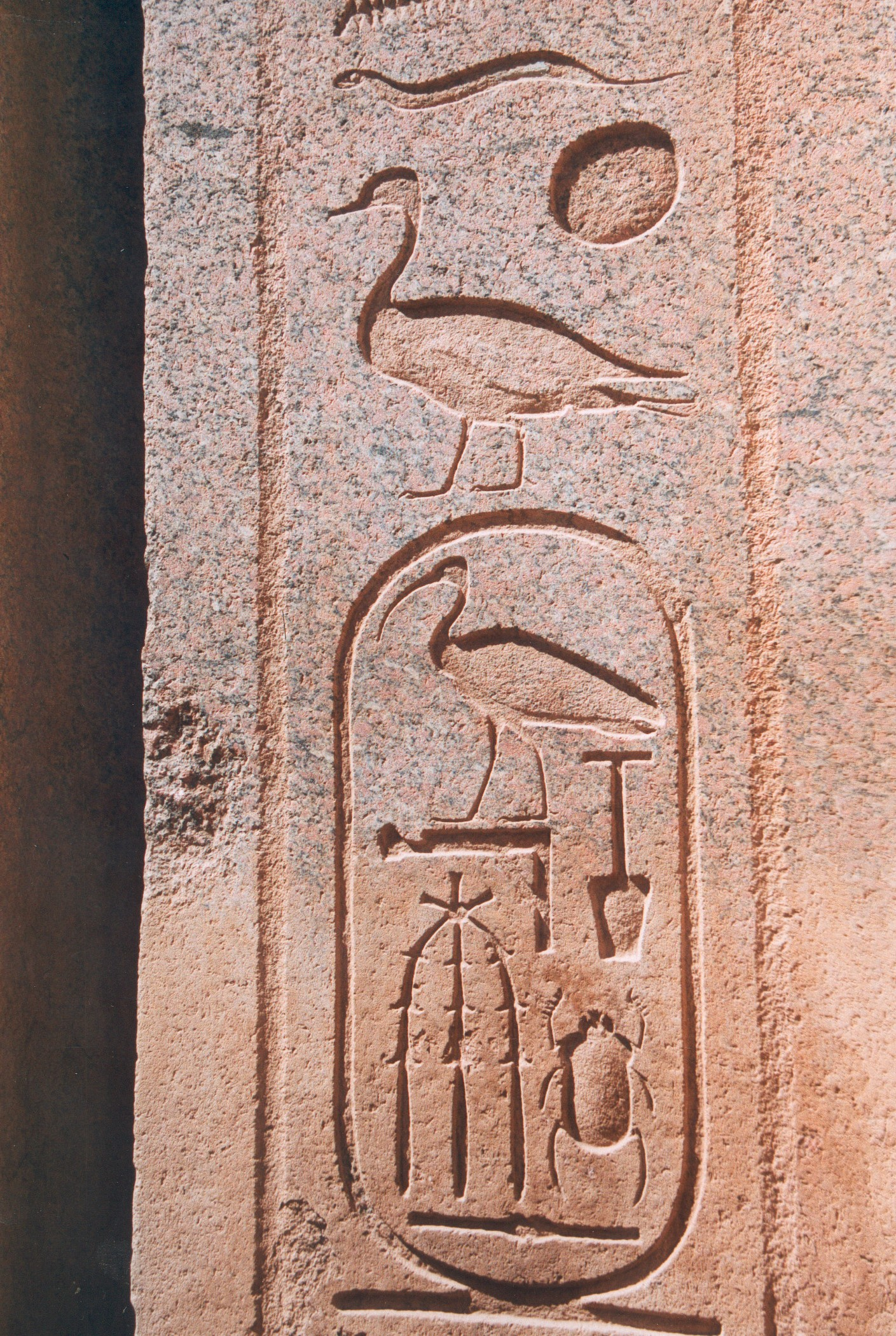
Kartusch med namn på Thutmose III, Karnak, Egypten.

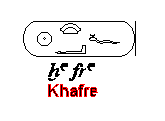
Farao Khafre eller Chefrens namn i kartusch.

Kartusch är i hieroglyfer en oval med en linje i den bortre kortändan och indikerar att den omslutna texten är namnet på en farao i forntida Egypten.
Kartuscher började användas i början av Egyptens fjärde dynasti under farao Snofru. Kartuschen är oftast vertikal med en horisontal linje, men ibland är de horisontala med en vertikal linje om den formen passar namnet bättre. Den ansågs ha en beskyddande verkan och finns på tempel, gravar och i form av amuletter och ringar.
Det forntida Egyptens namn för kartusch var shenu. Namnet kartush kommer från det franska ordet "patron" (ammunition).  Det uppkom då franska soldater i den egyptiska expeditionen råkade på hieroglyfer och tyckte dom liknade patroner till deras gevär.